# Paul Coppieters
Paul Coppieters (Brugge, 2 mei 1862 - 19 augustus 1938) was een Belgische politicus. Hij was schepen en dienstdoende burgemeester van de West-Vlaamse gemeente Sint-Andries.

## Familie
Jonkheer Paul Anselme Marie Gislain Coppieters was de zoon van Vincent Coppieters (1821-1872) en Mathilde Marie Kervyn (1821-1872). Hij was opgegroeid op het kasteel van zijn ouders in Loppem en vestigde zich in Sint-Andries op het kasteel Zevenbergen dat hij er liet bouwen.
Hij trouwde in Doornik in 1887 met Marie-Aimée de Madre de Mauville (Dainville, 18 september 1864 - Brugge, 26 november 1947). Ze kregen vijf kinderen, onder wie Fernand Coppieters de ter Zaele, die burgemeester van Sint-Andries werd.
Coppieters stichtte de steenbakkerij Sainte-Marie in Zandvoorde, waar hij tot honderd werknemers tewerkstelde. Hij bestuurde het bedrijf zelf tot in 1918.

## Sint-Andries
Hij werd verkozen tot gemeenteraadslid van Sint-Andries in 1899. In 1915 werd hij schepen en bleef dit tot in 1927. Nadien bleef hij verder gemeenteraadslid tot aan zijn dood. Na het ontslag van burgemeester Paul Rotsart de Hertaing en alvorens Stanislas Emmanuel van Outryve d'Ydewalle werd benoemd, vervulde Paul Coppieters het ambt van dienstdoende burgemeester van 21 augustus 1919 tot 22 oktober 1921.
Hij bleef vervolgens nog schepen tot in 1927 en gemeenteraadslid tot aan zijn dood.

## Eerbetoon
In 1950 besliste het schepencollege aan een nieuw aangelegde straat de naam "Jonkheer Paul Coppietersdreef" te geven. De motivering was dat de grond waar de straat door liep aan Coppieters had behoord en hij schepen van de gemeente was geweest.